# Convolvulus nodiflorus
Convolvulus nodiflorus ist eine Pflanzenart aus der Gattung der Winden (Convolvulus) in der Familie der Windengewächse (Convolvulaceae).

## Beschreibung
Convolvulus nodiflorus ist eine leicht verholzende, windende Liane, die bis zu 5 m in Länge erreichen. Die Stängel sind zylindrisch und filzig mit weißen oder goldenen, dreigabeligen Trichomen behaart. Es wird ein wässriger Milchsaft gebildet. Die Laubblätter stehen wechselständig. Die Blattspreiten sind einfach, häutig und werden 2 bis 4,5 cm lang und 1 bis 3 cm breit. Ihre Form kann lanzettlich, eiförmig, elliptisch oder gerundet sein, nach vorn sind sie stumpf, abgestumpft, zugespitzt oder spitz und oftmals stachelspitzig. Die Basis ist gerundet, abgeschnitten oder herzförmig. Der Blattrand ist ganzrandig. Die Blattoberseite ist dumpf und spärlich mit zwei- oder dreifach gespaltenen Trichomen besetzt, die Mittelrippe ist leicht hervorstehend. Die Unterseite ist dicht mit weißen oder goldenen zwei- oder dreifach gespaltenen Trichomen behaart, die fiederförmige Aderung steht hervor. Die Blattstiele sind schlank und 0,5 bis 1,5 cm lang.
Die Blütenstände sind achselbürtige Zymen aus wenigen Blüten. Der Blütenstandsstiel ist dicht filzig behaart und wird etwa 1 cm lang. Der Kelch ist kraterförmig, die Kelchblätter sind gleichgestaltig eiförmig, vergrößern sich bis zur Fruchtreife nicht, sind an der Spitze gerundet und werden 3 bis 3,5 mm lang. Die trichterförmige Krone ist 1,2 bis 1,5 cm lang, der Kronsaum ist mit 5 stumpfen Lappen besetzt. Die Staubblätter sind weiß, die Staubfäden 8 bis 10 mm lang. Der Fruchtknoten ist weiß, die Narbe steht über die Krone hinaus.
Die Früchte sind eiförmige Kapseln von etwa 5 mm Länge. Das Perikarp ist dünn und hellbraun gefärbt. Die Samen sind etwa 3 mm lang und flaumig behaart. Sie besitzen zwei flache und eine konvex gewölbte Seite.

## Verbreitung
Die Art wächst in Mittel- und Südamerika sowie auf den Antillen.